# خانقاه فرافره
خانقاه فَرافره (عربی: خانقاه الفرافرة) یک خانقاه صوفی قرن سیزدهمی است که در محله فرافره در مرکز شهر باستانی حلب، سوریه واقع شده‌است. خانقاه در سال ۱۲۳۷ به کوشش ضیفه خاتون نایب السلطنه حاکم حلب از ۱۲۳۷ تا ۱۲۴۴ و همسر الظاهر غازی ساخته شد. این بنا مرکز صوفیان و دراویش بود. نام اصلی بنا رباط ناصری بود.

## معماری
سردر ورودی بنا با نقوش شرقی و با مقرنس‌های سنتی اسلامی تزئین شده‌است. ورودی با راهرویی منتهی به حیاط اصلی دنبال می‌شود. حیاط چهارگوش در مرکز آن یک آبنما دارد که برای وضو استفاده می‌شود. در شرق حیاط اصلی، راهرویی باریک وجود دارد که به حیاط کوچکی با ایوان و سه اتاق برای بازدیدکنندگان خانقاه راه دارد. راه‌پله غربی صحن اصلی به پشت بام منتهی می‌شود که در آن اتاق‌های زیادی برای پذیرایی از زائران صوفی و دراویش در نظر گرفته شده‌است. در قسمت جنوبی حیاط اصلی، محراب گنبدی از مرمر بر روی پایه‌ای هشت ضلعی ساخته شده و با مقرنس‌های سنتی مستحکم شده با چهار ستون تزئین شده‌است. محراب با دو ستون که با تزئینات مرمری رنگی تزئین شده و بالای آن قرار گرفته‌است، احاطه شده‌است.
در زمان قیمومت فرانسه بر سوریه و لبنان، این ساختمان به عنوان پناهگاهی برای آفریقایی‌هایی که از کشورهای خود برای خدمت در ارتش فرانسه آورده شده بودند، استفاده می‌شد.